# Schrankentrias
Die Schrankentrias ist die Bezeichnung für drei rechtliche Schranken, die das Grundgesetz für das Recht auf die freie Entfaltung der Persönlichkeit und damit sowohl für die allgemeine Handlungsfreiheit als auch für das allgemeine Persönlichkeitsrecht in Art. 2 Abs. 1 GG setzt.
Die drei Schranken sind
- die verfassungsmäßige Ordnung,
- die Rechte anderer
- das Sittengesetz

Neben der „verfassungsmäßigen Ordnung“ haben das Sittengesetz und die Rechte anderer allerdings kaum eine eigene Bedeutung erlangt, da sie zu unbestimmt sind (Sittengesetz) bzw. erst aus der verfassungsmäßigen Ordnung abgeleitet werden (Rechte anderer).
Einer Schrankentrias unterliegen auch noch andere Grundrechte, so die in Art. 5 Abs. 1 GG genannten (Meinungsfreiheit, Pressefreiheit, Informationsfreiheit). Dort sind die drei Schranken in Art. 5 Abs. 2 GG aufgelistet: Die allgemeinen Gesetze, die Gesetze zum Schutz der Jugend und das Recht der persönlichen Ehre.
In der Schweiz unterliegen die meisten Grundrechte denselben Eingriffsvoraussetzungen. Als „Schrankentrias“ werden daher die drei allgemeinen Voraussetzungen gemäß Art. 36 BV – gesetzliche Grundlage, öffentliches Interesse, Verhältnismäßigkeit – bezeichnet.